# John McKinlay (Ruderer)

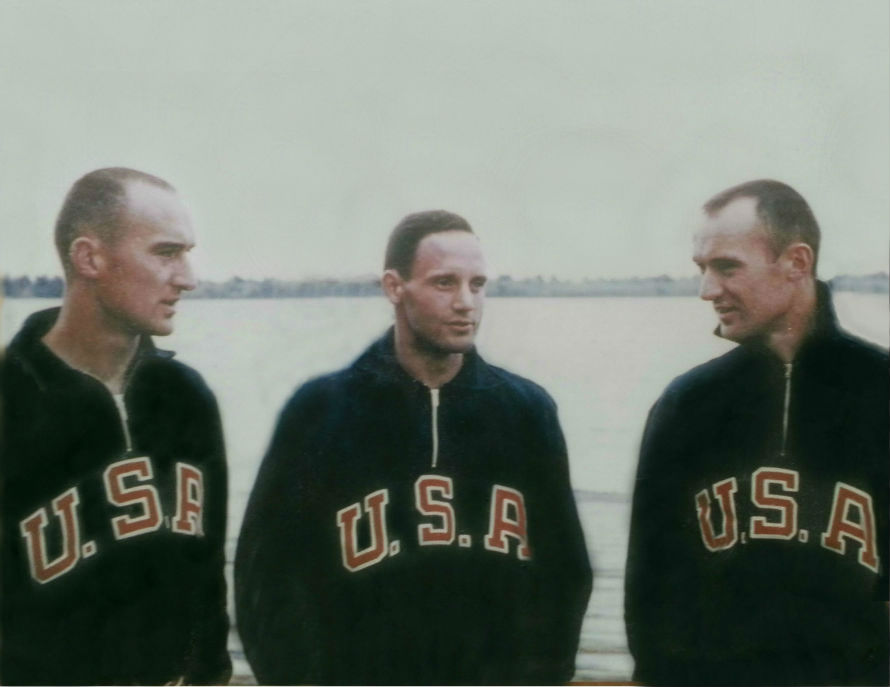
John D. McKinlay (links), John Welchli und Art McKinlay (1956)

John Dickinson McKinlay (* 20. Januar 1932 in Detroit; † 14. Januar 2013 in Bloomfield Hills) war ein Ruderer aus den Vereinigten Staaten, der 1956 eine olympische Silbermedaille im Vierer ohne Steuermann gewann.

## Leben
Der 1,86 m große John McKinlay graduierte an der Boston University und ruderte 1954 und 1955 in deren Achter. Nach seinem Studium kehrte er nach Detroit zurück und ruderte für den Detroit Boat Club. Er gewann zusammen mit seinem Zwillingsbruder Arthur McKinlay fünf Meistertitel der Vereinigten Staaten. Seinen Militärdienst absolvierte McKinlay im US Marine Corps.
Bei den Olympischen Spielen 1956 bildeten John Welchli, John McKinlay, Arthur McKinlay und James McIntosh den Vierer der Vereinigten Staaten. Die Crew gewann sowohl ihren Vorlauf als auch ihr Halbfinale mit über zehn Sekunden Vorsprung. Im Finale siegte der kanadische Vierer mit 9,6 Sekunden Vorsprung vor der US-Crew, 2,5 Sekunden dahinter gewannen die Franzosen die Bronzemedaille vor den Italienern. Die McKinlays waren nach den Seglern Edgar White und Sumner White das zweite Zwillingspaar, das gemeinsam eine olympische Medaille für die Vereinigten Staaten gewann.
John McKinlay studierte Immobilienwirtschaft an der University of Michigan und war danach beruflich mit der Realisation und dem Verkauf von Bauprojekten beschäftigt. Er war auch Mitglied von Standesvertretungen der Immobilienbranche.